# Maryah

Sowwah Square auf der Insel Maryah

Die Insel Maryah (arabisch المرية, DMG al-Marya, vormals Sowwah arabisch الصوة, DMG aṣ-Ṣūwa) befindet sich nordöstlich des Stadtzentrums von Abu Dhabi, der Hauptstadt der Vereinigten Arabischen Emirate.
Die Insel ist 105 Hektar groß und liegt zwischen dem jetzigen Stadtzentrum und der Insel Reem. Maryah wird von der Investmentgesellschaft Mubadala zu einem neuen Stadtzentrum ausgebaut und gehört zu den größten Bauprojekten in Abu Dhabi. Am Ende des Bauprojektes, das aus mehreren Phasen besteht, soll die Insel neben Büro- und Wohnhochhäusern und Freizeitanlagen auch über medizinische Einrichtungen verfügen.
Die folgenden Gebäude wurden bis Ende 2023 auf Maryah errichtet:
- Abu Dhabi Global Market Square (früher Sowwah Square) mit 4 Bürotürmen mit 31 bzw. 37 Etagen
- The Galleria Shopping Mall
- Rosewood Hotel, 37 Etagen
- Four Seasons Hotel Abu Dhabi, 34 Etagen
- Al Maryah Tower, 24 Etagen
- Cleveland Clinic Abu Dhabi, 24 Etagen